# 郑庆东
郑庆东（1964年8月—），男，汉族，江苏涟水人，中华人民共和国政治人物，现任中国共产党第二十届中央纪律检查委员会委员，经济日报社社长兼总编辑。